# Chromoproteine
Chromoproteine, auch Chromoproteide, sind Proteine, die in Haupt- oder Nebenvalenzbindung eine Farbstoffkomponente als prosthetische Gruppe enthalten. Dazu zählen u. a. Cytochrom, Hämoglobin, Katalase, Rhodopsin, die Phycobiliproteine (s. a. Phycobiliproteide) und die Phytochrome des sogn. „Hellrot-Dunkelrot-Systems“. Die prosthetische Gruppe enthält dabei häufig eine Eisen-haltige oder Kupfer-haltige Porphyrin-Verbindung. Carotinoide sind manchmal auch Bestandteil von Chromoproteinen.